# Canton d'Allassac
Le canton d'Allassac est une circonscription électorale française du département de la Corrèze créée par le décret du 24 février 2014 et entrée en vigueur lors des élections départementales de 2015.

## Histoire
Un nouveau découpage territorial de la Corrèze entre en vigueur en mars 2015, défini par le décret du 24 février 2014, en application des lois du 17 mai 2013 (loi organique 2013-402 et loi 2013-403). Les conseillers départementaux sont, à compter de ces élections, élus au scrutin majoritaire binominal mixte. Les électeurs de chaque canton élisent au Conseil départemental, nouvelle appellation du Conseil général, deux membres de sexe différent, qui se présentent en binôme de candidats. Les conseillers départementaux sont élus pour 6 ans au scrutin binominal majoritaire à deux tours, l'accès au second tour nécessitant 12,5 % des inscrits au 1er tour. En outre la totalité des conseillers départementaux est renouvelée. Ce nouveau mode de scrutin nécessite un redécoupage des cantons dont le nombre est divisé par deux avec arrondi à l'unité impaire supérieure si ce nombre n'est pas entier impair, assorti de conditions de seuils minimaux. Dans la Corrèze, le nombre de cantons passe ainsi de 37 à 19. Le nouveau canton d'Allassac est formé de communes des anciens cantons de Donzenac et de Vigeois.

## Représentation
| Période élective | Période élective | Mandat | Mandat   | Identité         | Nuance | Nuance | Qualité                                                                                                   |
| ---------------- | ---------------- | ------ | -------- | ---------------- | ------ | ------ | --- |
| 2015             | 2021             | 2015   | 2021     | Gilbert Fronty   |        | PS     | Maire d'Allassac (1995-2014) Conseiller général du canton de Donzenac (1998-2015)                         |
| 2015             | 2021             | 2015   | 2021     | Michèle Reliat   |        | PS     | Conseillère régionale du Limousin (2010-2015) Conseillère municipale de Donzenac (2008-2020)              |
| 2021             | 2028             | 2021   | en cours | Patricia Buisson |        | DVD    | Conseillère municipale de Sainte-Féréole depuis 2020, Vice-présidente déléguée à la Transition écologique |
| 2021             | 2028             | 2021   | en cours | Didier Marsaleix |        | MoDem  | Maire de Saint-Bonnet-l'Enfantier depuis 2001                                                             |

### Résultats détaillés

#### Élections de mars 2015
À l'issue du 1er tour des élections départementales de 2015, deux binômes sont en ballottage : Genevieve Andrieu et Didier Marsaleix (UMP, 42,12 %) et Gilbert Fronty et Michèle Reliat (PS, 41,42 %). Le taux de participation est de 59,14 % (7 121 votants sur 12 040 inscrits) contre 59,60 % au niveau départemental et 50,17 % au niveau national.
Au second tour, Gilbert Fronty et Michèle Reliat (PS) sont élus avec 50,68 % des suffrages exprimés et un taux de participation de 62,19 % (3 405 voix pour 7 488 votants et 12 040 inscrits).

#### Élections de juin 2021
Le premier tour des élections départementales de 2021 est marqué par un très faible taux de participation (33,26 % au niveau national). Dans le canton d'Allassac, ce taux de participation est de 41,36 % (5 080 votants sur 12 281 inscrits) contre 42,13 % au niveau départemental. À l'issue de ce premier tour, deux binômes sont en ballottage : Patricia Buisson et Didier Marsaleix (DVD, 39,5 %) et Michel Lenfant et Michèle Reliat (PS, 32,39 %).
Le second tour des élections est marqué une nouvelle fois par une abstention massive équivalente au premier tour. Les taux de participation sont de 34,3 % au niveau national, 43,69 % dans le département et 43,93 % dans le canton d'Allassac. Patricia Buisson et Didier Marsaleix (DVD) sont élus avec 54,65 % des suffrages exprimés (2 679 voix pour 5 396 votants et 12 283 inscrits),,.

## Composition
Le nouveau canton d'Allassac regroupe douze communes entières.
| Nom                              | Code Insee | Intercommunalité                 | Superficie (km2) | Population (dernière pop. légale) | Densité (hab./km2) | Modifier                                    |
| -------------------------------- | ---------- | -------------------------------- | ---------------- | --------------------------------- | ------------------ | ------------------------------------------- |
| Allassac (bureau centralisateur) | 19005      | CA du Bassin de Brive            | 39,01            | 4 050 (2022)                      | 104                | modifier les données · modifier les données |
| Donzenac                         | 19072      | CA du Bassin de Brive            | 24,24            | 2 714 (2022)                      | 112                | modifier les données · modifier les données |
| Estivaux                         | 19078      | CA du Bassin de Brive            | 16,58            | 408 (2022)                        | 25                 | modifier les données · modifier les données |
| Orgnac-sur-Vézère                | 19154      | CC du Pays d'Uzerche             | 18,76            | 321 (2022)                        | 17                 | modifier les données · modifier les données |
| Perpezac-le-Noir                 | 19162      | CC du Pays d'Uzerche             | 24,79            | 1 254 (2022)                      | 51                 | modifier les données · modifier les données |
| Sadroc                           | 19178      | CA du Bassin de Brive            | 19,26            | 1 000 (2022)                      | 52                 | modifier les données · modifier les données |
| Saint-Bonnet-l'Enfantier         | 19188      | CA du Bassin de Brive            | 11,78            | 413 (2022)                        | 35                 | modifier les données · modifier les données |
| Saint-Pardoux-l'Ortigier         | 19234      | CA du Bassin de Brive            | 12,98            | 486 (2022)                        | 37                 | modifier les données · modifier les données |
| Saint-Viance                     | 19246      | CA du Bassin de Brive            | 16,23            | 1 888 (2022)                      | 116                | modifier les données · modifier les données |
| Sainte-Féréole                   | 19202      | CA du Bassin de Brive            | 35,58            | 2 060 (2022)                      | 58                 | modifier les données · modifier les données |
| Troche                           | 19270      | CC du Pays de Lubersac-Pompadour | 19,79            | 541 (2022)                        | 27                 | modifier les données · modifier les données |
| Vigeois                          | 19285      | CC du Pays d'Uzerche             | 43,25            | 1 295 (2022)                      | 30                 | modifier les données · modifier les données |
| Canton d'Allassac                | 1901       |                                  | 282,25           | 16 430 (2022)                     | 58                 | modifier les données                        |

## Démographie
En 2022, le canton comptait 16 430 habitants, en évolution de +4,69 % par rapport à 2016 (Corrèze : −0,59 %, France hors Mayotte : +2,11 %).
| 2013   | 2018   | 2022   |
| ------ | ------ | ------ |
| 15 310 | 16 022 | 16 430 |

## Historique des élections

### Élection de 2015
| Candidats         | Partis      | Partis      | Premier tour | Premier tour | Second tour | Second tour |
| Candidats         | Partis      | Partis      | Voix         | %            | Voix        | %           |
| ----------------- | ----------- | ----------- | ------------ | ------------ | ----------- | ----------- |
| Gilbert Fronty    |             | PS          | 2 624        | 41,42        | 3 405       | 50,68       |
| Michèle Reliat    |             | PS          | 2 624        | 41,42        | 3 405       | 50,68       |
| Geneviève Andrieu |             | DVD         | 2 668        | 42,12        | 3 313       | 49,32       |
| Didier Marsaleix  |             | MoDem       | 2 668        | 42,12        | 3 313       | 49,32       |
| Régine Delord     |             | PCF         | 1 043        | 16,46        |             |             |
| Laurent Duplessis |             | PCF         | 1 043        | 16,46        |             |             |
|                   |             |             |              |              |             |             |
| Inscrits          | Inscrits    | Inscrits    | 12 040       | 100,00       | 12 040      | 100,00      |
| Abstentions       | Abstentions | Abstentions | 4 919        | 40,86        | 4 552       | 37,81       |
| Votants           | Votants     | Votants     | 7 121        | 59,14        | 7 488       | 62,19       |
| Blancs            | Blancs      | Blancs      | 447          | 6,28         | 467         | 6,24        |
| Nuls              | Nuls        | Nuls        | 339          | 4,76         | 303         | 4,05        |
| Exprimés          | Exprimés    | Exprimés    | 6 335        | 88,96        | 6 718       | 89,72       |

### Élection de 2021
| Candidats                | Partis                   | Partis                   | Premier tour | Premier tour | Second tour | Second tour |
| Candidats                | Partis                   | Partis                   | Voix         | %            | Voix        | %           |
| ------------------------ | ------------------------ | ------------------------ | ------------ | ------------ | ----------- | ----------- |
| Patricia Buisson         |                          | DVD                      | 1 893        | 39,50        | 2 679       | 54,65       |
| Didier Marsaleix         |                          | MoDem                    | 1 893        | 39,50        | 2 679       | 54,65       |
| Michel Lenfant           |                          | PS                       | 1 552        | 32,39        | 2 223       | 45,35       |
| Michèle Reliat           |                          | PS                       | 1 552        | 32,39        | 2 223       | 45,35       |
| Maryse Alvinerie         |                          | RN                       | 738          | 15,40        |             |             |
| Stéphane Rumebe          |                          | RN                       | 738          | 15,40        |             |             |
| Pauline Haussard         |                          | EÉLV                     | 609          | 12,71        |             |             |
| David Marmonier          |                          | EÉLV                     | 609          | 12,71        |             |             |
|                          |                          |                          |              |              |             |             |
| Suffrages exprimés       | Suffrages exprimés       | Suffrages exprimés       | 4 792        | 94,33        | 4 902       | 90,85       |
| Votes blancs             | Votes blancs             | Votes blancs             | 172          | 3,39         | 228         | 4,23        |
| Votes nuls               | Votes nuls               | Votes nuls               | 116          | 2,28         | 266         | 4,93        |
| Total                    | Total                    | Total                    | 5 080        | 100          | 5 396       | 100         |
| Abstention               | Abstention               | Abstention               | 7 201        | 58,64        | 6 887       | 56,07       |
| Inscrits / participation | Inscrits / participation | Inscrits / participation | 12 281       | 41,36        | 12 283      | 43,93       |